# 小野小贄
小野 小贄（おの の おにえ）は、奈良時代の貴族。姓は朝臣。系譜は明らかでない。官位は正五位下・摂津大夫。

## 経歴
聖武朝の天平勝宝4年（752年）従五位下・下野守に叙任される。
淳仁朝の天平宝字7年（763年）内蔵助・造宮少輔と一時的に京官を務めるが、天平宝字8年（764年）紀伊守に任ぜられ再び地方官に転じる。同年に発生した藤原仲麻呂の乱での動静は明らかでないが、翌天平神護元年（765年）従五位上・右衛士督に叙任されている。
同年10月の称徳天皇の紀伊国への行幸に際して、紀伊の諸官人は叙位を受けたが、国守として小贄は正五位下に叙せられた。また、行幸の帰途に際しても和泉国日根郡の深日行宮まで同行するが、天候が悪化したために小贄は一行と別れて紀伊に戻り、この際に称徳天皇から紬30疋と綿200屯を賜与されている。
神護景雲3年（769年）中務大輔に任じられるが、翌神護景雲4年（770年）大宰少貳、宝亀2年（771年）摂津大夫とみたび地方官を歴任した。

## 官歴
『続日本紀』による。
- 天平勝宝4年（752年） 5月5日：従五位下。11月3日：下野守
- 天平宝字7年（763年） 正月9日：内蔵助。4月14日：造宮少輔
- 天平宝字8年（764年） 正月21日：紀伊守
- 天平神護元年（765年） 1月7日：従五位上。2月8日：右衛士督。10月22日：正五位下
- 神護景雲3年（769年） 8月19日：中務大輔
- 神護景雲4年（770年） 6月16日：大宰少貳
- 宝亀2年（771年） 9月16日：摂津大夫